# Sherlock Holmes (film 1937)
Sherlock Holmes (Der Mann, der Sherlock Holmes war) è un film del 1937 diretto da Karl Hartl.

## Trama
Due investigatori non proprio sulla cresta dell'onda, Morris Flinn e il suo amico Macky, si propongono come Sherlock Holmes e il dottor Watson. Hanno successo, tanto che perfino la polizia chiede il loro aiuto in alcune indagini.
Si mettono sulle tracce di una banda di falsari, capitanati da uno studioso creduto morto, zio di Mary e Jane Berry. A Parigi, all'Esposizione Universale, i due detective contribuiscono alla cattura della banda ma pure loro vengono arrestati dalla polizia che mette in dubbio la loro identità.

## Produzione
Il film fu prodotto dall'Universum Film (UFA). Venne girato dal marzo al maggio 1937 negli studi UFA di Neubabelsberg.

## Distribuzione
Distribuito dall'UFA International, uscì nelle sale cinematografiche tedesche 15 luglio 1937.
Venne presentato alla 5ª Mostra internazionale d'arte cinematografica di Venezia.